# Wieloskórka (film)
Wieloskórka (niem. Allerleirauh) – niemiecki film familijny fantasy z 2012 roku, należący do cyklu filmów telewizyjnych Najpiękniejsze baśnie braci Grimm. Film jest adaptacją baśni braci Grimm o tym samym tytule. Zdjęcia kręcono na zamkach Marienburg i Hämelschenburg (Dolna Saksonia) oraz w Hamburgu (dzielnica Niendorf, kościół św. Mikołaja).

## Fabuła
Pewien król, po śmierci żony oświadcza się swojej córce. Ta przerażona perspektywą kazirodztwa ucieka z królestwa. Osiedla się w innym państwie, gdzie zostaje pomocą kucharza. Ukrywa się pod przebraniem, na które składają się skóry zwierząt.

## Obsada
- Henriette Confurius: księżniczka Lotte
- Ulrich Noethen: król Tobald
- André Kaczmarczyk: król Jakob
- Fritz Karl: kucharz Mathis
- Adrian Topol: Rasmus
- Wilfried Dziallas: Richard
- Laura Vietzen: księżniczka Larissa
- Gabriela Maria Schmeide: kucharka Birthe
- Nina Gummich: księżniczka Friederike
- Jan Stapelfeldt: Bernd[1]